# Pteraichnidae
Famille
Pteraichnidae est une famille fossile d'ichnotaxons attribué aux ptérosaures.

## Historique
La famille Pteraichnidae est décrite en 1995 par les paléontologues Lockley et al.,.

## Fossiles
Selon Paleobiology Database en 2025, cette famille Pteraichnidae a 55 ou 56 collections référencées de fossiles. Ces collections de fossiles sont du Jurassique inférieur au Maastrichtien du Crétacé supérieur, c'est-à-dire datent de 201,4-66 Ma avant notre ère .

## Description
En 2025, cette famille des Pteroichnidae a deux genres référencés.

## Liste des genres
Selon Paleobiology Database en 2025, cette famille des Pteraichnidae a deux genres référencés :
- †Pteraichnus Stokes, 1957
- †Purbeckopus Delair, 1963 avec une seule espèce Purbeckopus pentadactylus Delair, 1963[2]

### Publication originale
- [1995] (en) M. Lockley, T. J. Logue, J. J. Moratalla, A. P. Hunt, R. J. Schultz and J. W. Robinson, « The fossil trackway Pteraichnus is pterosaurian, not crocodilian: implications for the global distribution of pterosaur tracks. », Ichnos, vol. 4,‎ 1995, p. 7-20 (DOI 10.1080/10420949509380110).